# Völklingen
Völklingen (Frans: Vœlklange) is een gemeente in de Duitse deelstaat Saarland, gelegen in het Regionalverband Saarbrücken. De stad telt 39.412 inwoners. De stad heeft de status van Mittelstadt en heeft een eigen (VK) autokenteken.

## Stadsdelen
De gemeente Völklingen bestaat uit tien  stadsdelen (Stadtteile). Zie onderstaande tabel. Een drietal stadsdistricten, Völklingen, Ludweiler en Lauterbach, vormen een extra bestuurslaag onder het gemeentebestuur.
| Stadsdeel           | Oppervlakte (km²) | Bevolking per 31-12-2021 | Situering  |
| ------------------- | ----------------- | ------------------------ | ---------- |
| Fenne               |                   | 966                      | 1 km OZO   |
| Fürstenhausen       |                   | 2.369                    | 2 km ZZO   |
| Geislautern         |                   | 3.096                    | 1 km ZW    |
| Heidstock           |                   | 4.368                    | 1 à 2 km O |
| Centrum             |                   | 13.371                   |            |
| Lauterbach (Warndt) | 18,83             | 2.551                    | 11 km ZW   |
| Ludweiler           | 20,2              | 5.772                    | 4 km ZW    |
| Luisenthal          |                   | 1.764                    | 4 km O     |
| Röchlinghöhe        |                   | 1.326                    | 2 km NW    |
| Wehrden (Saar)      |                   | 5.079                    | 2 km WZW   |
| Totaal:             |                   | 40.662                   |            |

## Ligging, infrastructuur
Völklingen ligt in een oud steenkool- en ijzerertsmijngebied, in het zuiden van het Saarland en slechts 4-6 km ten noorden van de grens tussen Duitsland en Frankrijk. De omgeving van de stad is heuvelachtig en op veel plaatsen bebost. In 1993 heette Völklingen, de lelijkste stad van geheel Duitsland te zijn, maar in de jaren daarna heeft men veel aan stadssanering en -modernisering, en in de omgeving, aan natuurherstel gedaan.

### Naburige gemeentes
Belangrijke plaatsen in de omgeving van Völklingen zijn:
- In het oosten: Saarbrücken, ca. 10 km
- In het zuidoosten: Schœneck, Frankrijk
- In het zuiden: Großrosseln met direct ten oosten daarvan, in Frankrijk Petite-Rosselle; nog iets verder zuidwaarts ligt Forbach (Frankrijk).
- In het westen: Wadgassen
- In het noordwesten: Bous, Ensdorf (Saar) en Saarlouis, dat 10 km van Völklingen vandaan ligt
- In het noorden: Püttlingen
- In het noord-noordwesten: Schwalbach

### Infrastructuur

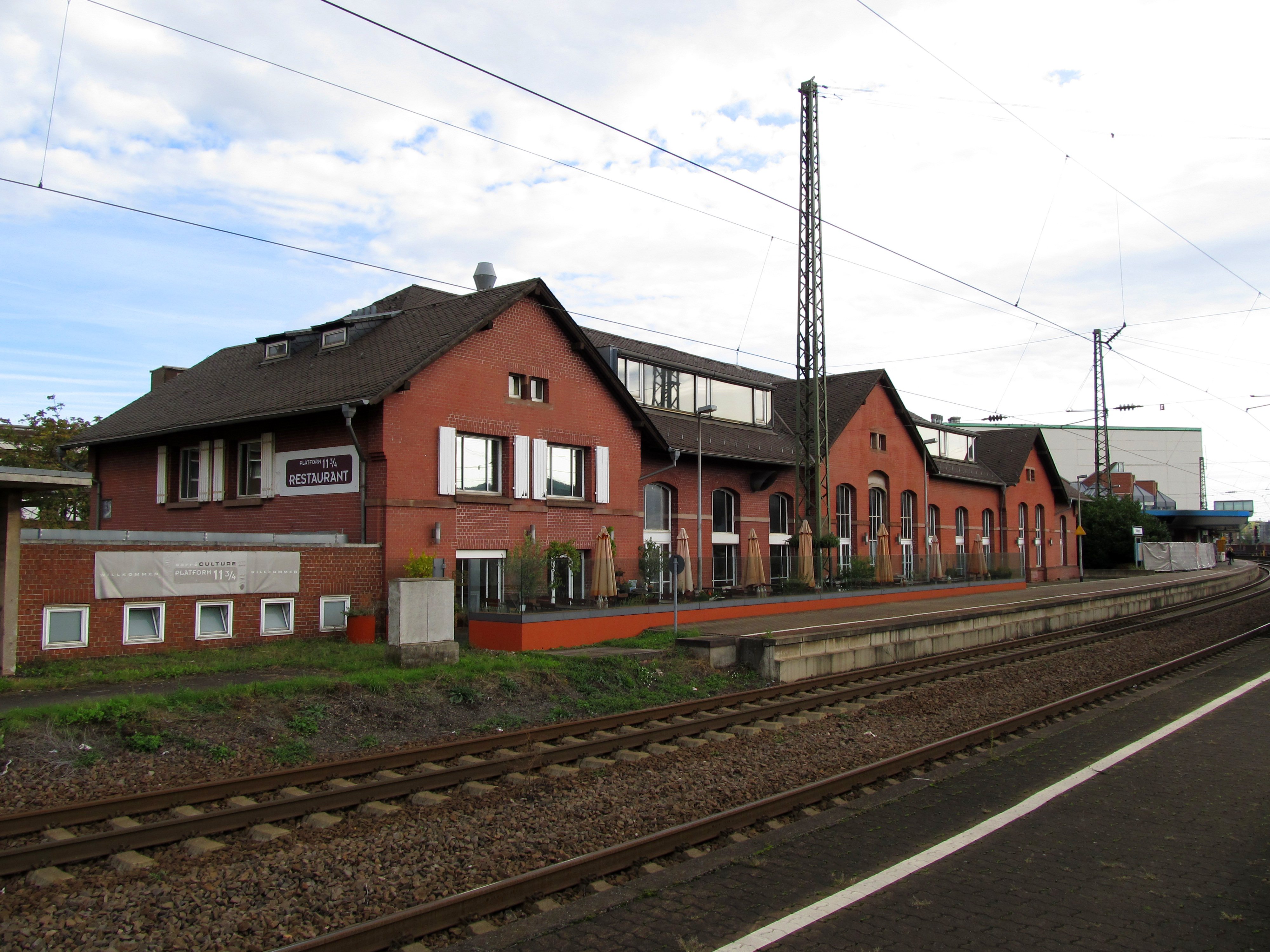
Het oude treinstation (1893)

De stad ligt bij twee belangrijke verkeersaders. Dit is in de eerste plaats de Bundesautobahn 620 (Saarbrücken-Saarlouis); afrit 7 Wehrden, 8 Geislautern en 9 Völklingen leiden naar de gemeente. Ook de Bundesstraße 51, die helemaal aan de andere kant van Duitsland, bij Bremen, eindigt, loopt van Saarbrücken in het oosten in noordwestelijke richting door de gemeente naar Saarlouis.
Völklingen ligt aan de rivier de Saar. Er is aan deze rivier een voor de binnenvaart bruikbare haven voor vrachtschepen, terwijl deze haven ook als industrieel erfgoed in beperkte mate een museale functie heeft.
Station Völklingen, ten zuidwesten van het stadscentrum, aan een drukke hoofdstraat met de naam Südtangente, en ten oosten van de vroegere Völklinger Hütte, werd in 1858 geopend. Er stoppen alleen stoptreinen, en wel van drie lijnen:
- Trier-Saarlouis- Völklingen- Homburg (Saar) v.v.
- Merzig -Saarlouis -Völklingen- Saarbrücken- Landstuhl -Kaiserslautern v.v.
- Koblenz-Trier-Saarlouis- Völklingen- Saarbrücken- Landstuhl -Kaiserslautern- Mannheim v.v.

Zie ook: Spoorlijn Saarbrücken - Karthaus.
Bij het treinstation ligt een groot busstation, begin- en eindpunt van talrijke stads- en streekbuslijnen. De belangrijkste hiervan rijden naar Saarbrücken, Bous, Klarenthal, gem. Saarbrücken, Carling (Frankrijk) en, via Wehrden, naar Wadgassen v.v. (uurdienst; ook op zaterdag). De meeste andere bussen rijden echter overwegend alleen in de spitsuren op maandag t/m vrijdag; 's avonds en in de weekends dus niet. De tram van Völklingen is sedert 1959 geschiedenis.

## Economie
Völklingen is een centrum van de staalindustrie en vormt de thuisbasis van Saarstahl AG, dat enkele productieafdelingen, met een beperkt personeelsbestand, laat voortbestaan. De IJzersmelterij van Völklingen is sinds 1994 in de lijst van werelderfgoed van UNESCO opgenomen. Van de zware industrie resteert verder nog een industriële smederij, Saarschmiede GmbH, met  in 2017 ca. 400 medewerkers.
Binnen de dienstensector is vermeldenswaard:
- Een belangrijke afdeling van de kunstacademie van Saarbrücken
- Een Amtsgericht
- Een ziekenhuis met een belangrijk centrum voor hartchirurgie

## Geschiedenis
Omstreeks 120.000 jaar geleden liet een Neandertaler bij het huidige Ludweiler een vuistbijl achter; dit is het oudste spoor van menselijke activiteit in de gemeente. De oorspronkelijk Frankische nederzetting komt in 822 als Fulcolingas, woonplaats van de mannen van een zekere Fulco, voor het eerst in een document voor. Het ontwikkelde zich in de middeleeuwen tot een welvarend boerendorp in het Graafschap Saarbrücken aan een belangrijke doorgaande weg. Stadsdeel Geislautern wordt in 1280, en Wehrden in 1234 voor het eerst in een document vermeld. Zeker al vanaf 1313, en tot aan de bouw van een brug, in 1865, bestond bij Wehrden een belangrijke veerpont over de Saar. In 1566 werd te Völklingen een boerenopstand tegen te zware herendiensten bloedig neergeslagen. In 1572 werd als gevolg van de Reformatie iedereen in het dorp verplicht evangelisch-luthers. Vanaf 1604 vestigden zich hier calvinistische, uit Frankrijk gevluchte hugenoten. Met name in het op deze wijze ontstane dorp Ludweiler (Ludwigsweiler) stond graaf Lodewijk II van Nassau-Weilburg hun toe, zich te vestigen. In de Dertigjarige Oorlog werd Völklingen zwaar geteisterd en voor 84% ontvolkt. Van 1678 tot 1697 (Vrede van Rijswijk) lag Völklingen in Frankrijk, evenals in de Napoleontische tijd  (1797-1815).
Zowel in de Eerste (ruim 1.400 mensen) als de Tweede Wereldoorlog (ongeveer 12.400 mensen) zijn krijgsgevangenen en dwangarbeiders uit door Duitsland bezette gebieden in de staalindustrie gedwongen tewerkgesteld. In de Eerste Wereldoorlog kwamen 143, in de Tweede Wereldoorlog 261 van deze te Völklingen tewerkgestelde mensen om het leven, vaak door uitputting, ziektes, honger of mishandelingen.
In de Tweede Wereldoorlog was het Saargebied van belang voor de wapenindustrie van Adolf Hitlers Derde Rijk. Het werd dan ook diverse malen door de geallieerden vanuit de lucht gebombardeerd, en grotendeels verwoest.  Op 1 april 1937 verkreeg Völklingen officieel stadsrechten. In de jaren na 1950 werd de stad weer opgebouwd. In de 20 jaar daarna verrezen voor de vele mijnwerkers en staalarbeiders talrijke nieuwe  woonwijken. Na het einde van het tijdperk van de zware industrie moest de stad Völklingen opnieuw ontworpen worden, een proces, dat nog steeds voortduurt.

### Industriële geschiedenis
Vanaf 1616 weken Franse, calvinistische hugenoten, bekwame glasblazers, naar de streek uit. Onder andere in Wadgassen en Ludweiler en Lauterbach, tegenwoordig stadsdelen van Völklingen, stichtten zij vanaf dat jaar glasfabrieken, die tot in de 20e eeuw bleven voortbestaan. Zie ook: Villeroy & Boch.
Reeds sedert de 16e eeuw, zeker al sinds 1572, wordt rondom Völklingen ijzererts en sinds de 17e eeuw, te Geislautern zeker al vanaf 1621, steenkool gedolven. Vanaf het midden van de 18e eeuw domineert zware industrie de stad; zeer belangrijk was in het begin van de 19e eeuw de inspanning van de Pruisische overheid, om de industrie te moderniseren en uit te breiden, en daarna de familie van industriëlen Röchling, die het in 1873 opgerichte  Völklinger Eisenwerk, ook wel: Völklinger Hütte genaamd, bezat; reeds in 1891 bezat dit concern een fabriek van zogenaamd Thomasstaal. Deze onderneming ging overigens in 1986 in Saarstahl AG op. De meest prominente Röchling, Hermann, was lange tijd, vanaf de dood van zijn oudere broer Louis in 1926, directeur-eigenaar van Völklinger Hütte, integreerde zijn bedrijven in de wapenindustrie van Adolf Hitlers Derde Rijk, o.a. voor productie van kanonnen; vanaf plm. 1936 was deze Hermann Röchling een fanatiek nazi; zo liet hij de ingenieur August Coenders de V3 ontwikkelen; na de Tweede Wereldoorlog is Hermann Röchling als oorlogsmisdadiger, verdacht van medeweten van uitbuiting van krijgsgevangenen, bestraft, maar reeds in 1951 vrijgelaten. Zijn neef Ernst Röchling nam na de oorlog, en nadat de geallieerden het beslag op het bedrijf hadden opgeheven, de Völklinger Hütte over. Vanwege zijn verdienste als ondernemer, en met voorbijgaan aan zijn steun aan Hitler, was nog in 1956 een stadsdeel van Völklingen naar Hermann Röchling genoemd. In 2013 werd dit na veel politiek geharrewar in Röchlinghöhe, dus alleen naar de fabrikantenfamilie als geheel, verdoopt. Van de in 1986 stilgelegde fabrieken, oppervlakte in totaal 260 hectare, is 10 hectare bewaard gebleven als industrieel erfgoed, en bovendien UNESCO-wereldcultuurerfgoed. Zie: IJzersmelterij van Völklingen. De steenkoolwinning is intussen ook verleden tijd. Zo werden in 2005 in stadsdeel Luisenthal de in 1820 geopende steenkoolmijn Grube Luisenthal, en in stadsdeel Ludweiler de steenkoolmijn Warndt gesloten.
Op 7 februari 1962 om 7.45 uur 's ochtends vond in de steenkoolmijn Grube Luisenthal een van de ernstigste mijnongevallen in de Duitse geschiedenis plaats. Deze mijn had een slechte reputatie, vanwege de naar verhouding hoge concentratie mijngas (methaan). In combinatie met lucht, die zuurstof bevat, ontstaat gauw een explosief mengsel, dat met een Duitse mijnbouwterm Schlagwetter wordt genoemd. Reeds in 1941 was in deze mijn een mijngasontploffing gebeurd, die 41 mensen het leven had gekost; één van ongeveer 20 van dit soort voorvallen tussen 1904-1954. De mijn was daarna van voor die tijd goede veiligheidsinrichtingen voorzien; toch deed zich op 600 meter diepte een explosie voor. De ramp kostte 299 mijnwerkers het leven.  Over de oorzaak kan, omdat alle sporen verbrand zijn, alleen gespeculeerd worden. In ieder geval veroorzaakte, evenals bij andere soortgelijke mijnrampen, de mijngasexplosie een opwarreling van uit koolstof bestaande stofdeeltjes, die ontbrandden en zo een rampzalige kolenstofexplosie teweegbrachten. De mijngasexplosie zelf kan veroorzaakt zijn door een vonk van een defecte mijnlamp, of doordat één van de mijnwerkers, tegen de voorschriften in, een sigaret had gerookt.
Rond 1973 eindigde de voorspoed van Völklingen door de staalcrisis. Ook de steenkoolmijnbouw liep terug. Na het faillissement van de staalfabriek in 1993  en de sluiting van de laatste kolenmijnen in 2005 was een groot deel van de bevolking van de stad  werkloos geworden, en een groot deel van de gemeente een industriële spookstad. De inspanningen, om Völklingen terug te veranderen in een leefbare stad met voldoende nieuwe en  hoogwaardige werkgelegenheid, duren anno 2023 nog steeds voort.

## Bezienswaardigheden, toerisme
- Industrieel erfgoed, IJzersmelterij van Völklingen, zie boven: er zijn lichtinstallaties aangebracht, die, vaak in combinatie met avondlijke pop- of rockconcerten (waaronder het jaarlijkse festival electro magnetic), voor een bijzondere sfeer zorgen. In de sinterinstallatie bevindt zich een bezoekerscentrum van UNESCO. Over het grootste deel van het terrein kan men in het kader van rondleidingen delen van het complex bezichtigen. Ook zijn er door kunstenaars diverse installaties en sculpturen aangebracht. De voormalige Völklinger Hütte is ook al als locatie voor verschillende films gebruikt.
- Wandelen in het 50 km2 grote, heuvelachtige bosgebied Warndt, dat zich ten zuidwesten en zuidoosten van de stad, tot in Frankrijk uitstrekt.
- De meerdaagse wandelroute Saarland-Rundwanderweg is 273 km lang en doet ook Völklingen aan.
- Monumentale kerkgebouwen (tenzij anders vermeld, rooms-katholiek):
  - Verzoeningskerk (Versöhnungskirche) (evang.-luthers; na brand in vorig kerkgebouw (1922) herbouwd in 1928; bouw bekostigd door Hermann Röchling); in neobarokstijl gebouwd. Het elliptische fresco op het kerkplafond, met o.a. een adelaar, die de (Franse) boeien afwerpt, dateert van 1935 en is als kunstwerk niet onomstreden. Ook de beeldhouwwerken aan de buitengevel, die de deugden symboliseren, zijn niet geheel vrij van het nazigedachtegoed, dat Hermann Röchling aanhing. Als symbool voor de trouw is een soldaat met handgranaat afgebeeld, die een gewonde kameraad beschermt. Het in 1930 voltooide  kerkorgel komt uit de werkplaats van de beroemde orgelbouwer E.F. Walcker Orgelbau.
  - St.-Eligiuskerk ten oosten van het centraal station, 1913
  - Hugenotenkerk, Ludweiler (evangelisch-luthers; bouwjaar 1786; toren uit 1877); in het interieur kunsthistorisch belangrijke glasramen
  - Opstandingskerk, Wehrden (evangelisch-luthers; bouwjaar 1954; toren uit 1964)
  - St.Paulinus, Lauterbach (1912), met bezienswaardige muurschilderingen uit de jaren 1920
  - O.L.V. Hemelvaartkerk, Geislautern (1907), neogotisch
  - St.-Jozefkerk, Wehrden (1899), neogotisch
- Het oude treinstation, het gebouw Alter Bahnhof, is als klein theater (ook voor films) en restaurant in gebruik.
- Het oude stadhuis, bouwjaar 1875, werd in 1905-1907 in de stijl van de Jugendstil uitgebreid en vooral van binnen verfraaid. Het is in gebruik als volkshogeschool en openbare bibliotheek. In 1970 werd het gemeentebestuur, de dienst gemeentewerken, het gemeentelijke belastingkantoor enz.  aan de Rathausplatz in nieuwe flatgebouwen gehuisvest.

## Geboren in Völklingen
- Louis Röchling, geboren 21 december 1863; overleden te Völklingen 6 september 1926, grootindustrieel in de ijzer- en staalindustrie, broer van Hermann Röchling, ook regionaal politicus
- Hermann Röchling, geboren 12 november 1872; overleden te Mannheim 24 augustus 1955, grootindustrieel en prominent nazi
- Johannes Schulz (1884-1942, omgekomen in Dachau), Duits rooms-katholiek priester, tegenstander van en vervolgd door de nazi's
- Karl Roemer (1899-1984), jurist, rechter bij het Europees Hof van Justitie
- Karl Montag (1917-1982), vioolbouwer en kunstschilder; zie ook onder: Wedemark: Bezienswaardigheden, Kavaliershaus te Bissendorf.
- Hermann Neuberger, geboren 12 december 1919 te Fenne, gem. Völklingen, overleden 27 september 1992 te Homburg, van 1975-1992 voorzitter van de DFB
- Lea Ackermann (1937-2023), orde- en missiezuster, oprichtster van SOLWODI, een internationale hulporganisatie ter bestrijding van seksuele uitbuiting van vrouwen
- Norbert Berger (1945-2012) en Jutta Gusenburger (geb. 1948), uit Völklingen afkomstig schlager-zangduo, bekend als Cindy & Bert
- Annegret Kramp-Karrenbauer (1962), politica
- Frank Franz (1978), extreemrechts politicus, voorzitter van de NPD

## Galerij

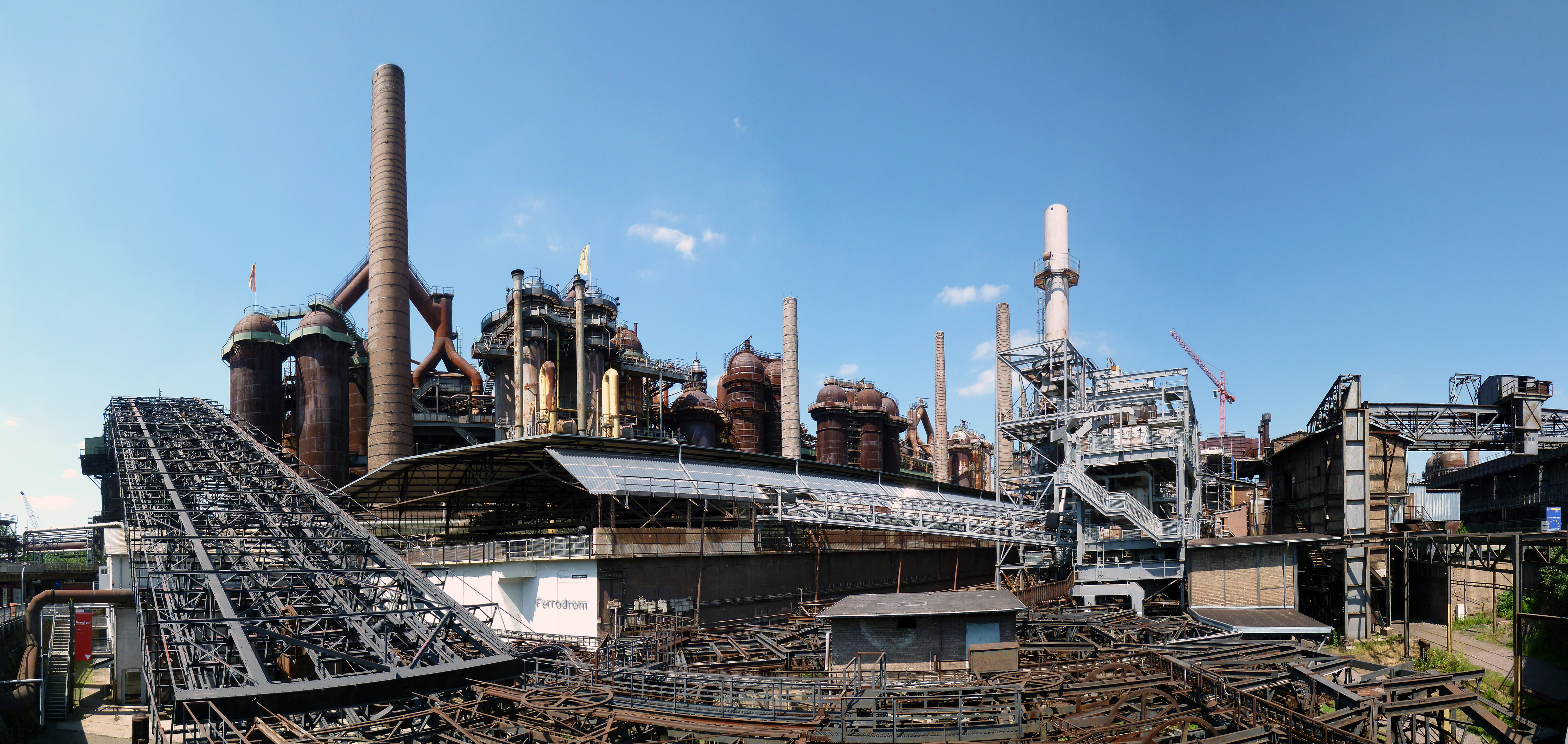
Völklinger Hütte (IJzersmelterij)
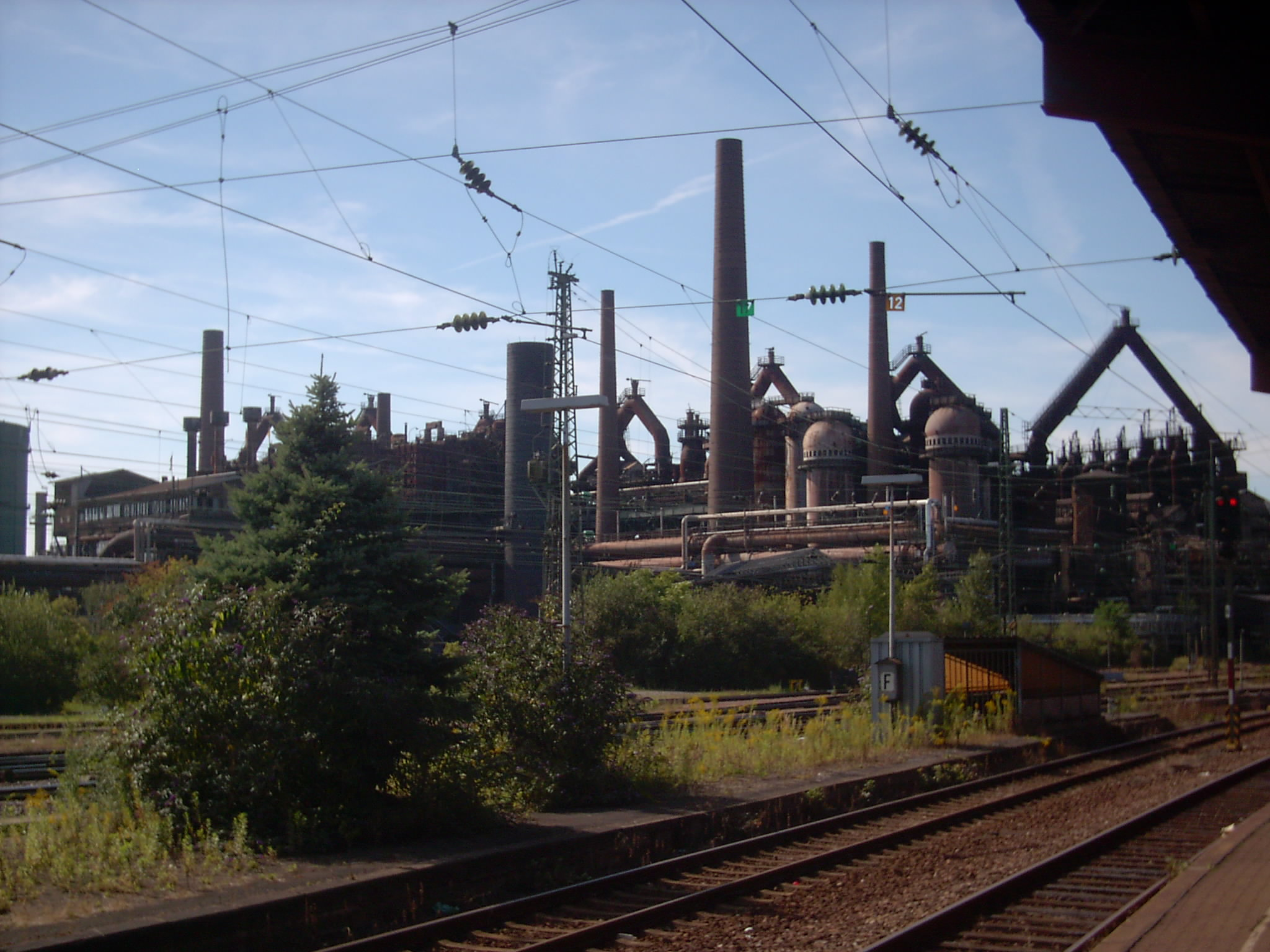
Idem, hoogoven
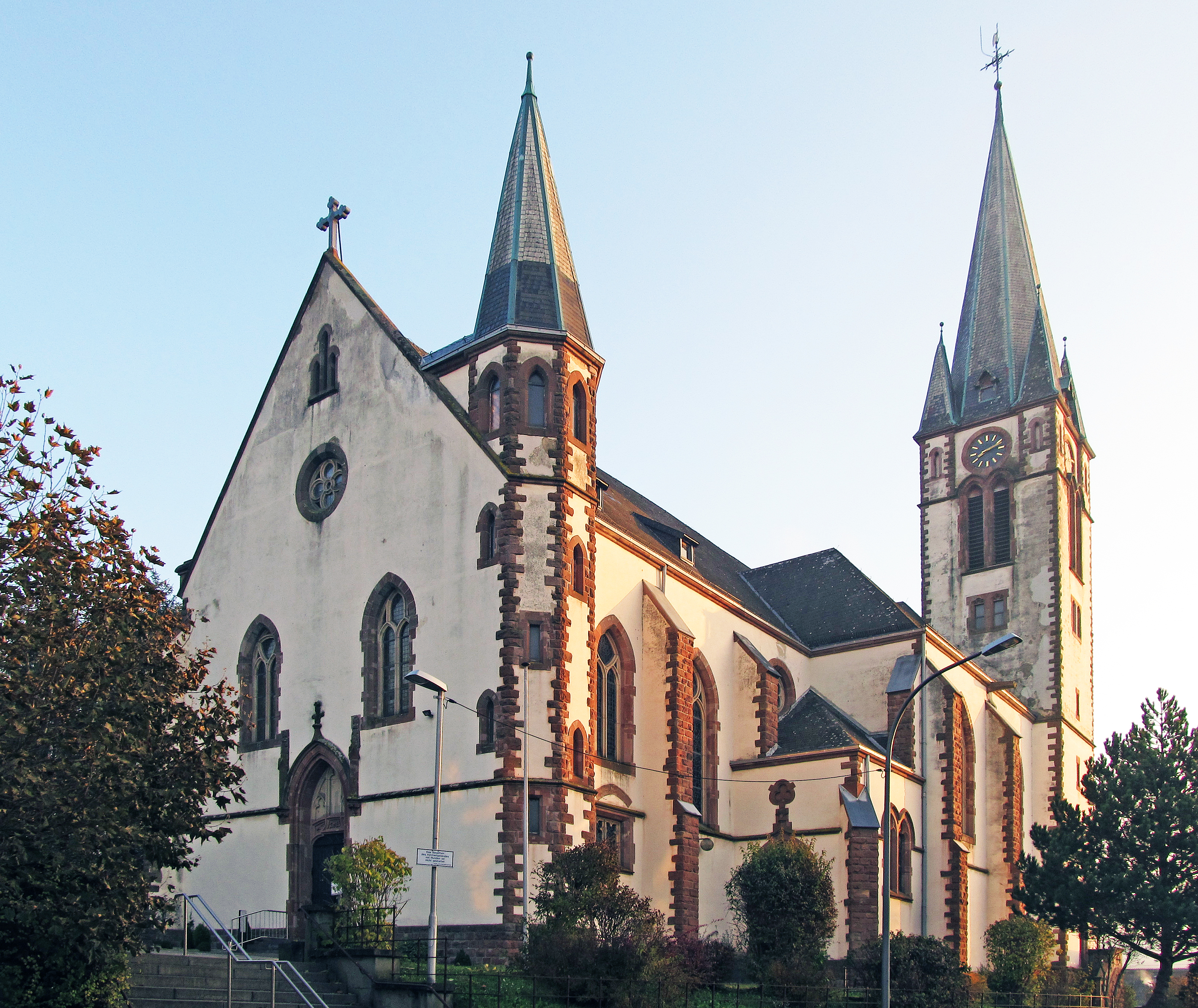
Geislautern, O.L.V. Hemelvaartkerk
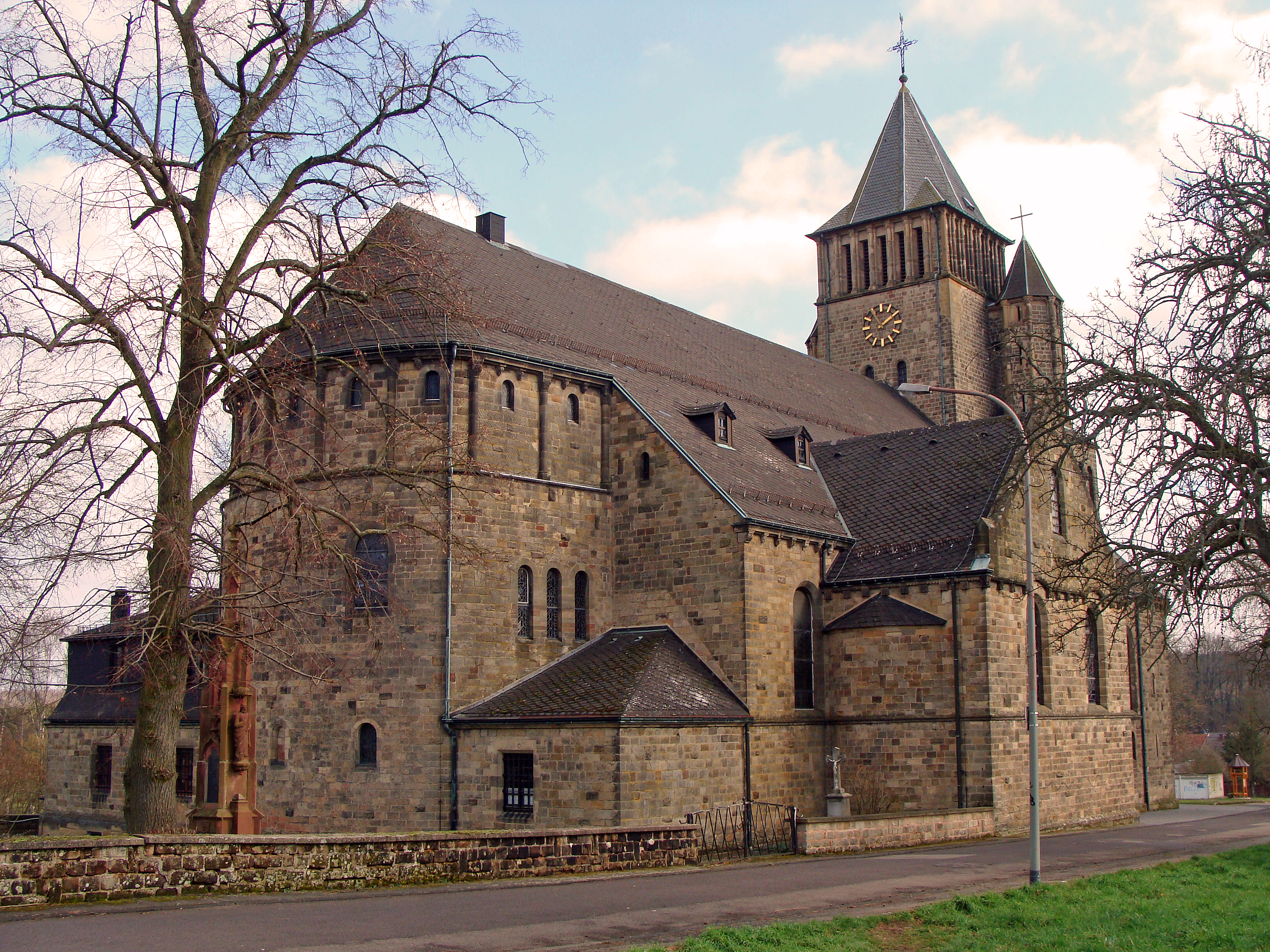
St. Paulinuskerk, Lauterbach
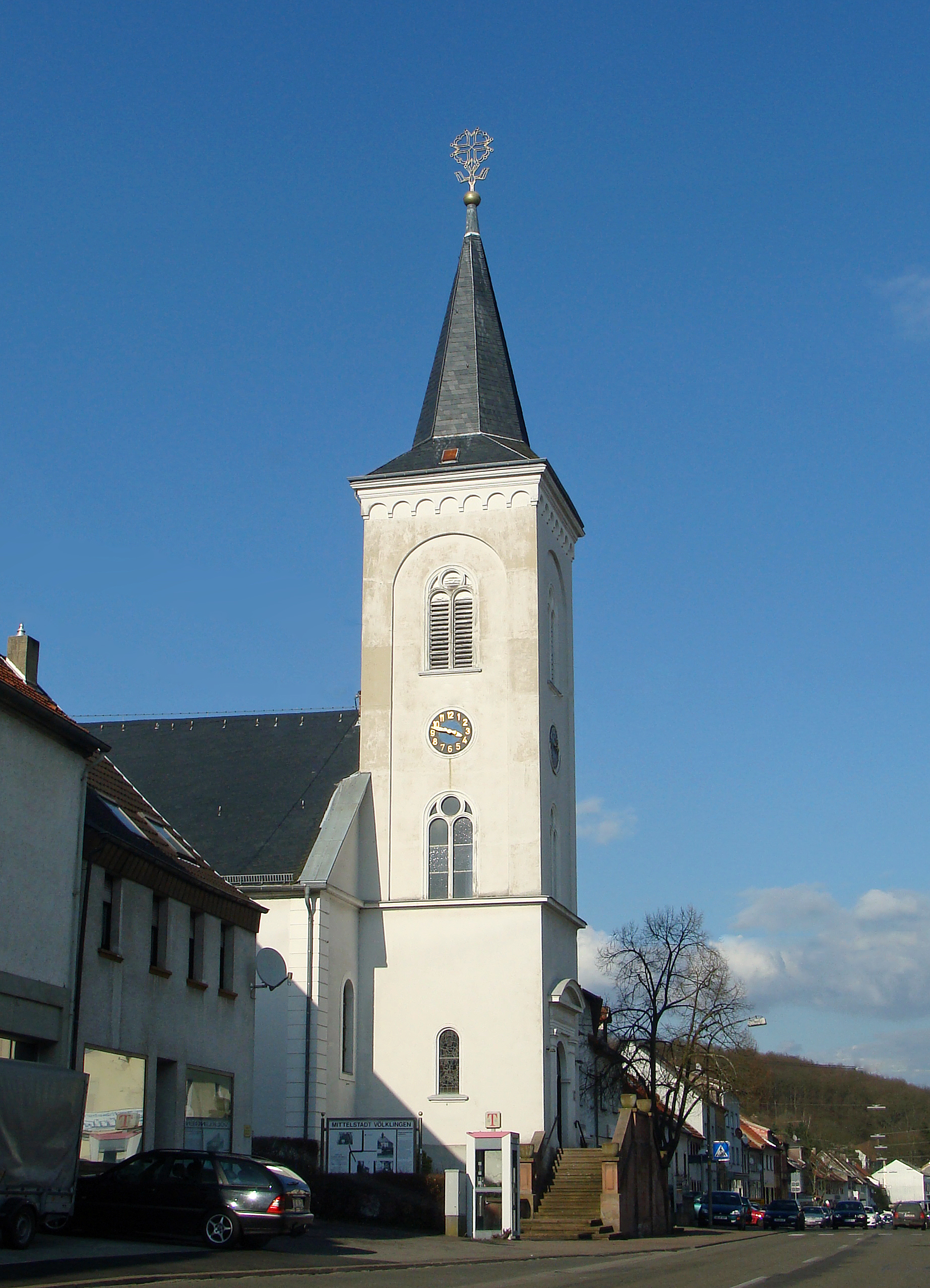
Toren Hugenotenkerk, Ludweiler
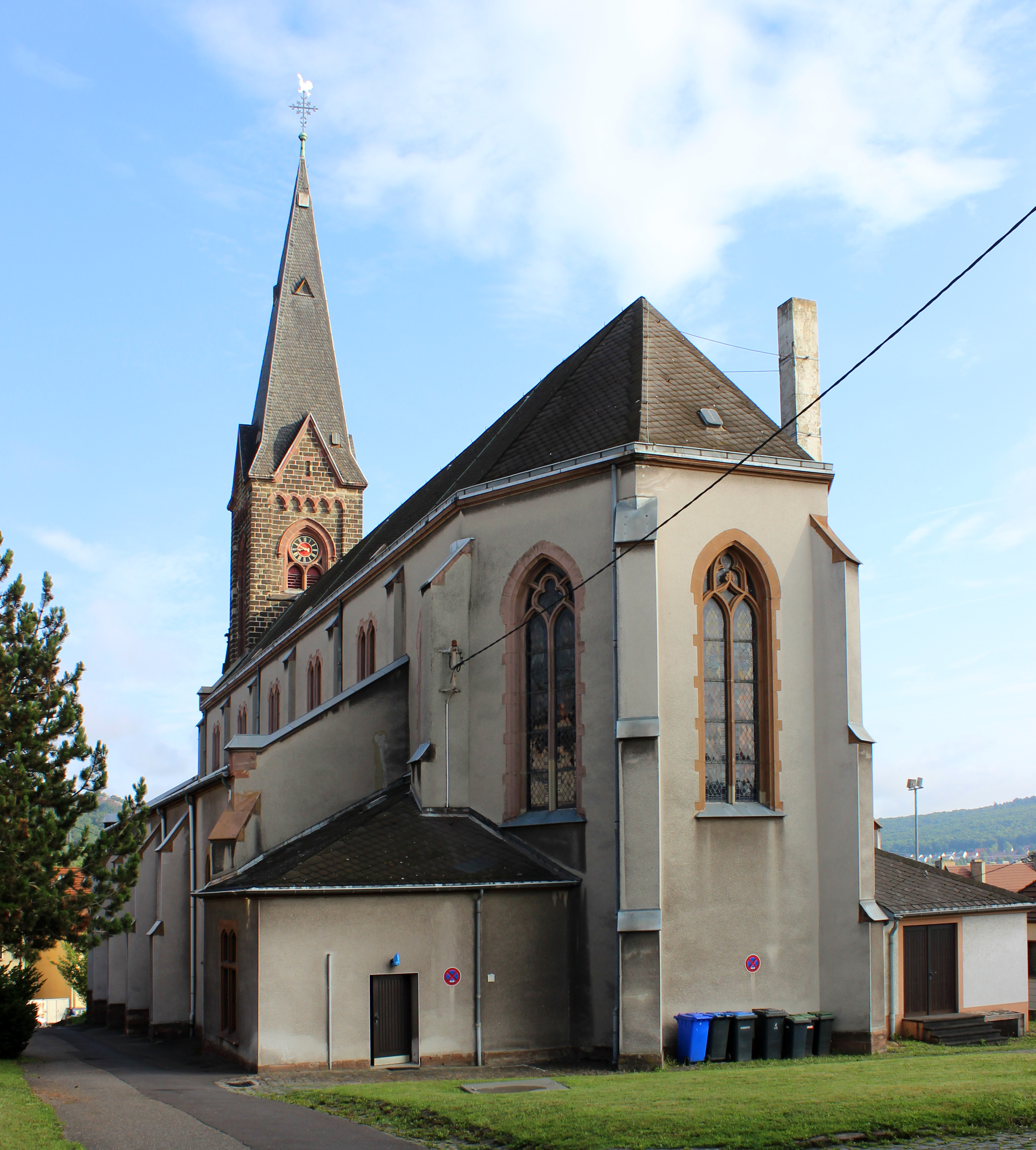
Wehrden, St.Jozefkerk
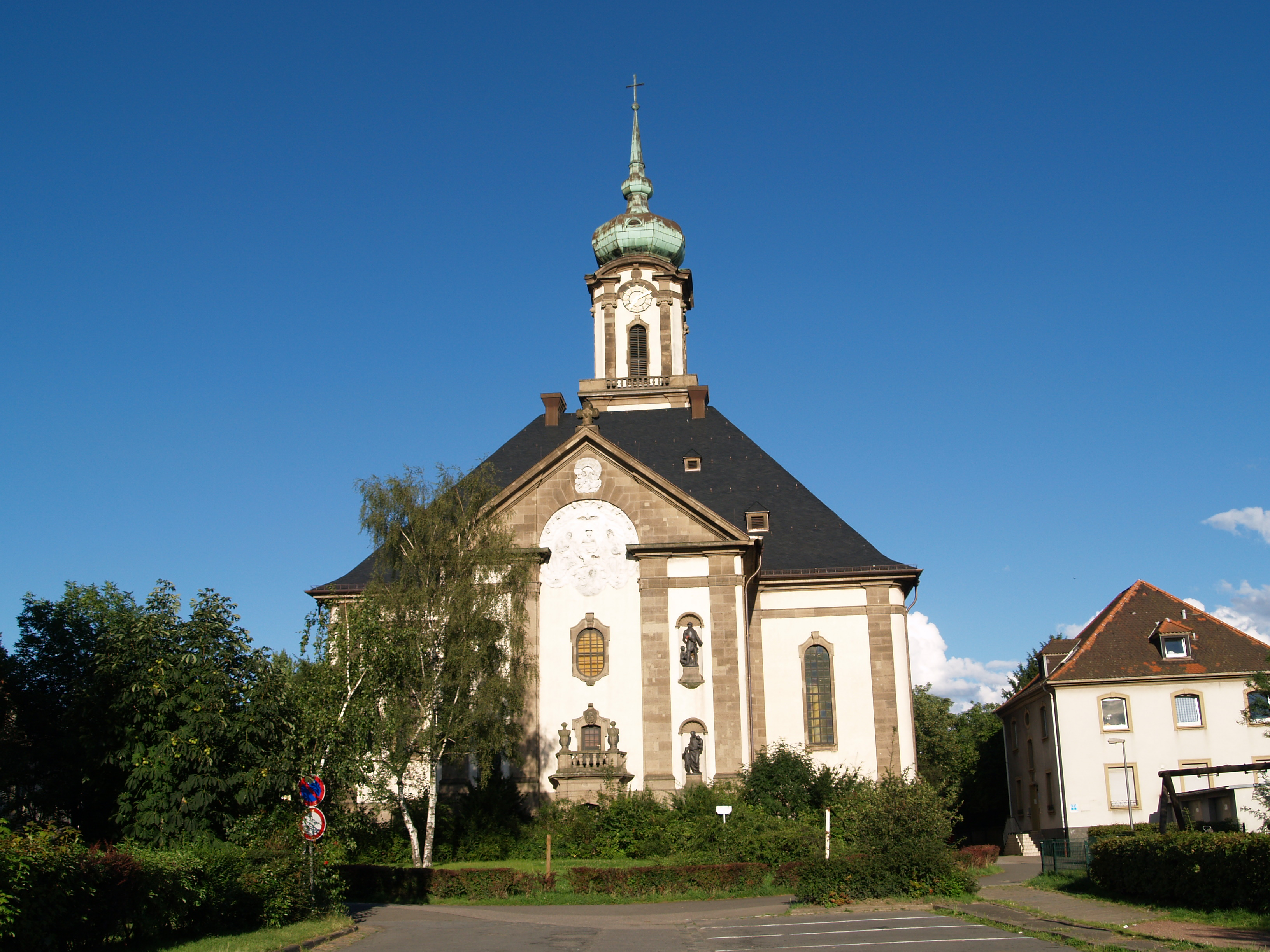
Versöhnungskirche
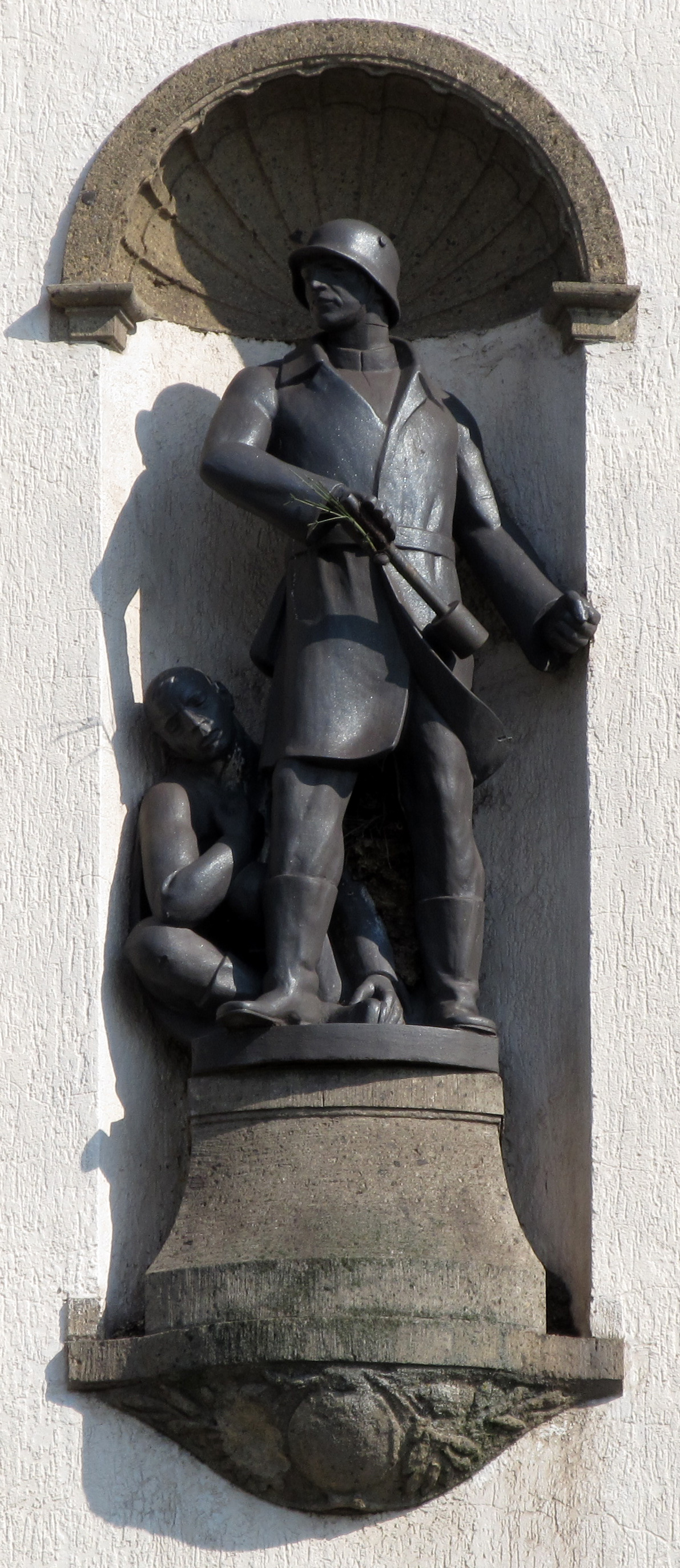
Soldaat met handgranaat, symbool voor de trouw aan de gevel van deze kerk
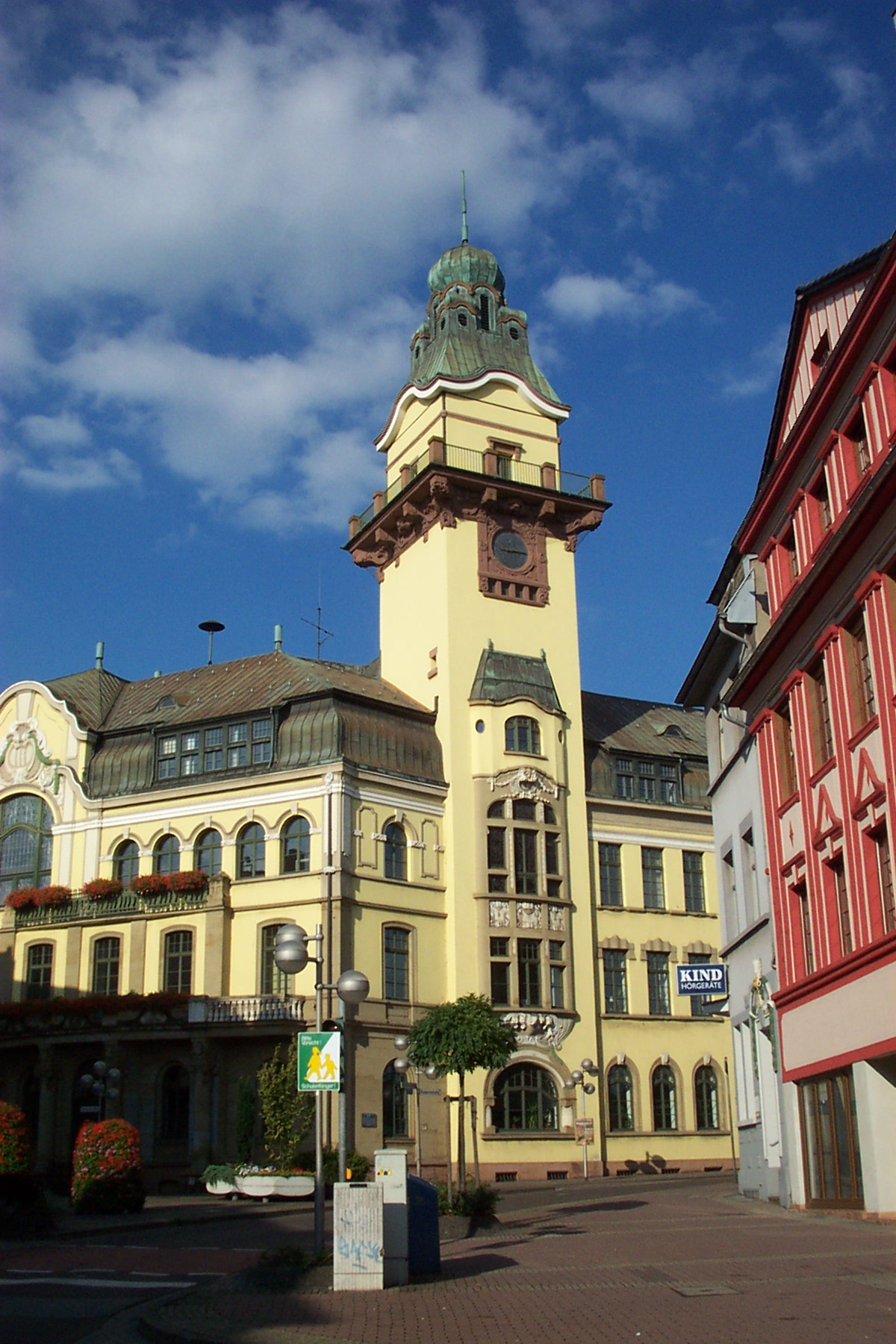
Oude stadhuis (Altes Rathaus; 1)
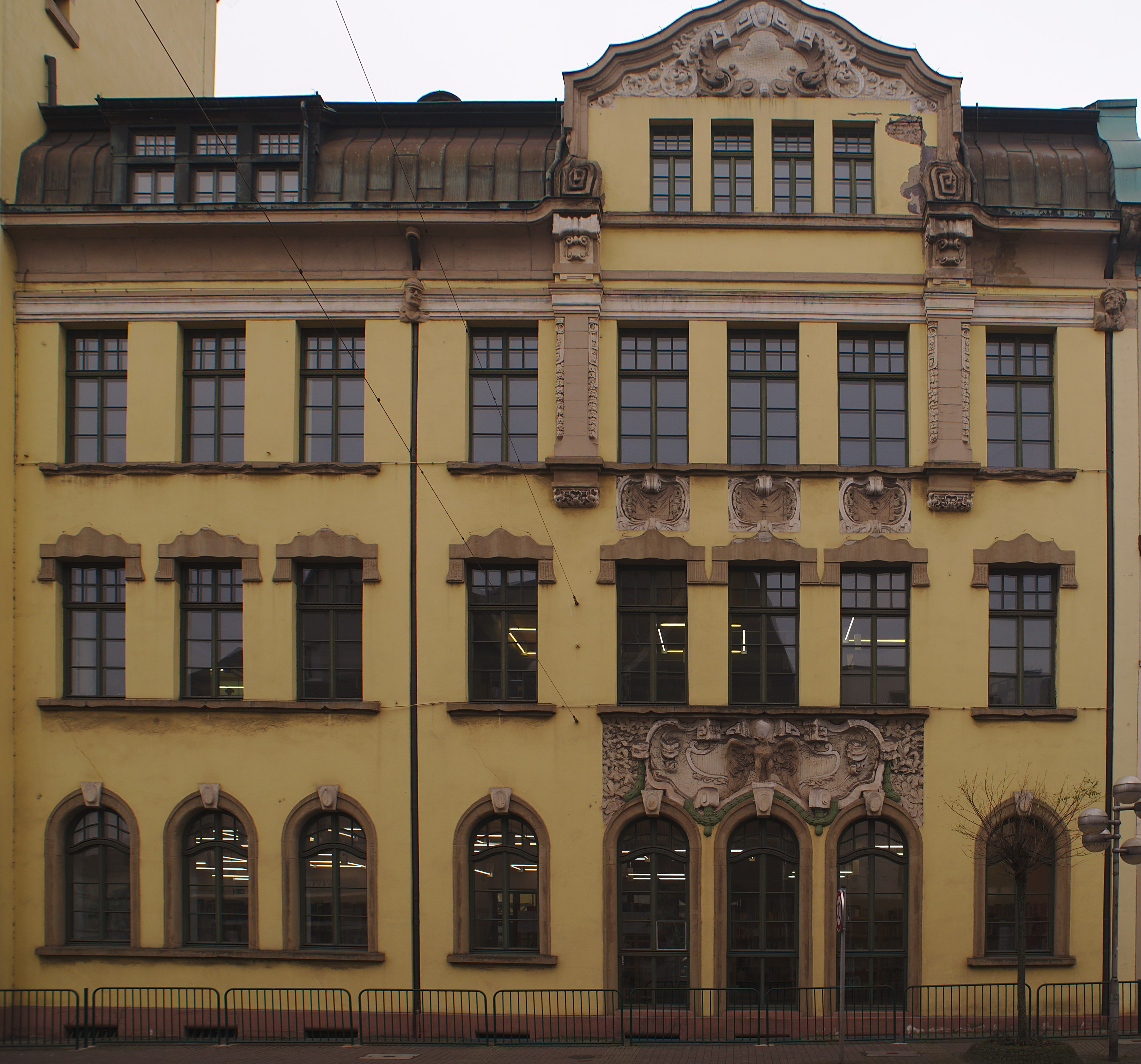
Oude stadhuis (2)
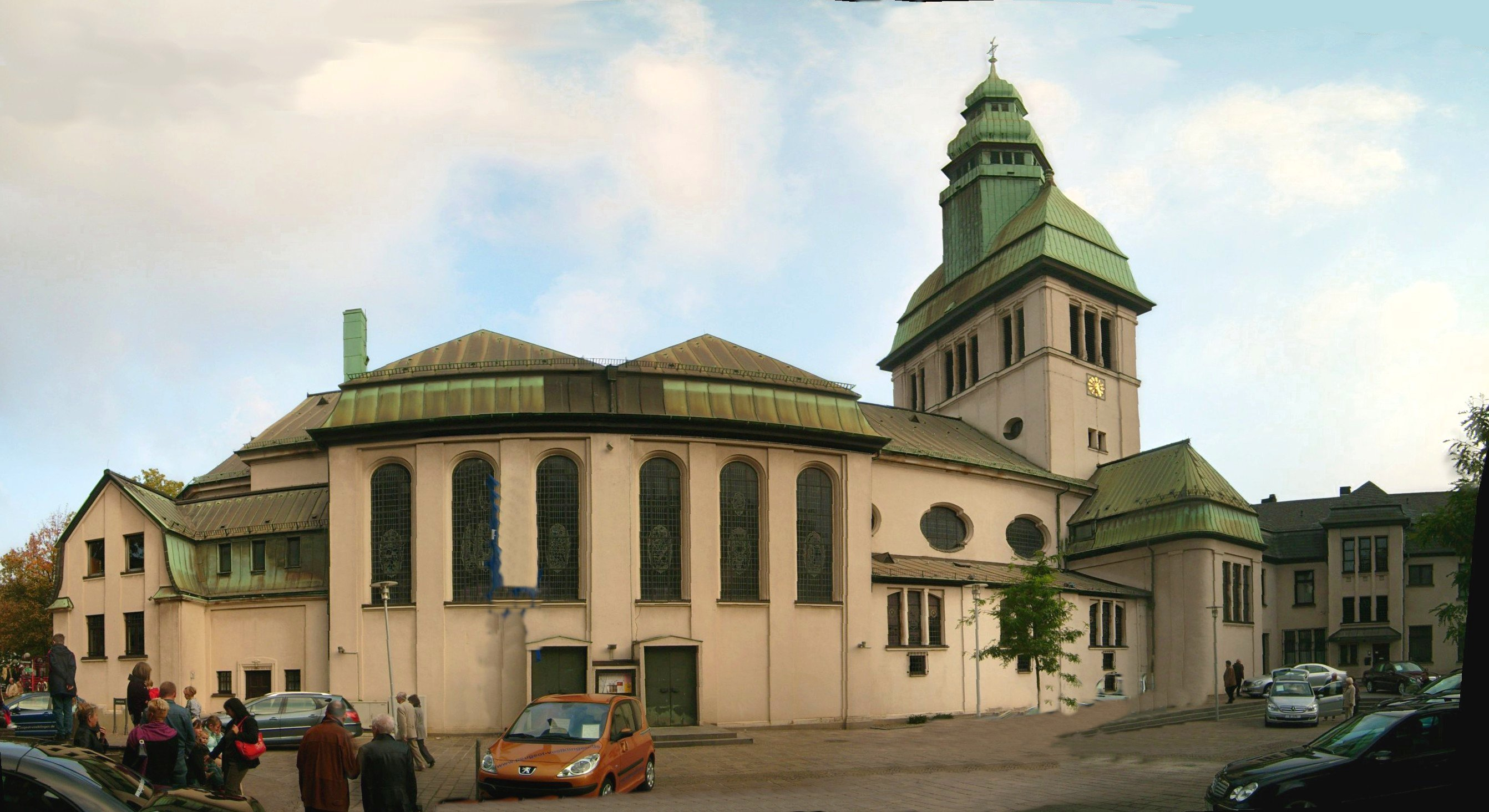
Sint-Eligiuskerk

## Partnergemeentes
Völklingen onderhoudt jumelages met enige plaatsen in Frankrijk, te weten:
- Ars-sur-Moselle
- Les Lilas
- Forbach